# Sigara compressoidea
Sigara compressoidea är en insektsart som först beskrevs av Hungerford 1928.  Sigara compressoidea ingår i släktet Sigara och familjen buksimmare. Inga underarter finns listade i Catalogue of Life.